# Hôtel de ville de Châteaudun
L'hôtel de ville de Châteaudun est l'édifice qui abrite les services municipaux de la ville de Châteaudun, chef-lieu d'arrondissement d'Eure-et-Loir, dans la région Centre-Val de Loire.
L'élévation et la toiture font l’objet d’une inscription au titre des monuments historiques depuis le 18 août 1953.

## Historique
En octobre 1197, Louis de Blois octroie aux habitants de Châteaudun une Charte de commune, confirmée en 1281 par Pierre Ier d'Alençon. Exemptés de la taille et de la corvée seigneuriales, ils ont également le droit d’élire douze notables afin d’administrer leur ville. Dès lors, l'église de la Madeleine est le siège de la commune. Elle le reste jusqu'en 1525, date de la construction de la Maison de ville, sise sur le côté droit de la porte d'Amont, soit quasiment à l'emplacement actuel.
L'édifice est détruit lors de l'incendie du 20 juin 1723, au cours duquel 1 022 maisons (240 dans la ville et 782 dans le faubourg Saint-Valérien) sont détruites et près de 80 % de la population se trouve sans abri, et les services municipaux sont transférés au collège, alors sis à l'angle de l'actuelle rue du Château et de la place Jehan de Dunois. Par arrêt du Conseil d'État du 6 septembre 1723, l'architecte Jules Michel Alexandre Hardouin est désigné pour la réédification de la ville.
Au début du mois de décembre 1723, après un séjour de 32 jours sur place et l'assistance de 4 dessinateurs, il présente à Louis XV et à son conseil le nouveau plan de la ville, lequel prévoit, au centre de cet espace urbain, une grande place rectangulaire, où doivent émerger de la scénographie urbaine 4 bâtiments publics évocateurs du pouvoir, l'hôtel de ville, le bailliage, l'élection et le grenier à sel.

C'est seulement au mois de juillet 1767, à une période où elle dispose de ressources suffisantes, que la ville décide la construction d'un nouvel hôtel de ville. Philippe Guillois, l'un des deux entrepreneurs adjudicataires du marché de la reconstruction, est sollicité mais ses plans ne sont pas retenus. Abandonné, il faut attendre la mort de Guillois, survenue en 1773, pour que le projet soit relancé et, finalement, ce sont les plans d'un architecte natif de Châteaudun, Pierre Toufaire, qui sont choisis, comme le précise l'abbé Alexandre Courgibet : 

« À la réquisition du Maire et des échevins, le plan de cet édifice a été fait et dressé avec les Mémoires et devis estimatifs, par Pierre Toufaire, qui en a fait présent gratuitement, pour l'amour de la Patrie et l'envie de s'y rendre mémorable à jamais. »

— Alexandre Courgibet
.
La première pierre est posée le 14 mai 1777 par Nicolas Maury, bailli de Dunois et représentant du duc de Luynes et les travaux sont terminés en 1783.

## Description

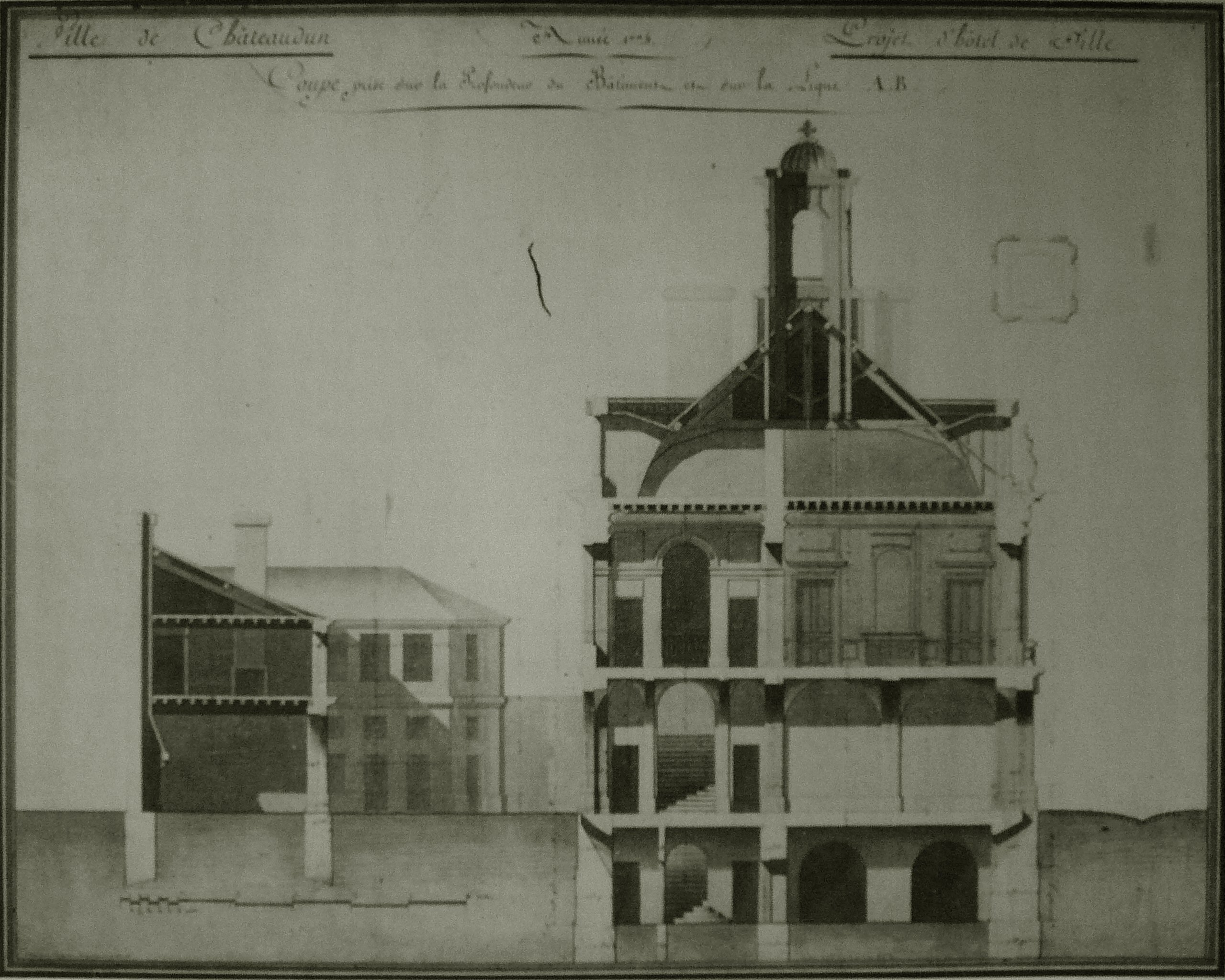
Coupe transversale du projet de Pierre Toufaire, 1774

L'hôtel de ville se caractérise par l'organisation symétrique de sa façade, de part et d'autre d'un avant corps central légèrement en saillie.
Le rez-de-chaussée, traité en bossages plats et lignes de refend est rythmé par une succession d'arcades en plein cintre.
Le 1er étage est percé de hautes fenêtres rectangulaires, encadrées de moulures en saillie. Une balustrade est placée devant celles de l'axe central, au-dessus desquelles reste la base arasée d'un fronton portant les armes du roi, probablement détruit lors de la Révolution. Un lanternon couronne l'édifice.
En 1879, le peintre d'histoire Henri Félix Emmanuel Philippoteaux fait don à la ville de son tableau relatif à la défense de Châteaudun le 18 octobre 1870. Il est conservé dans le bureau du maire.
En 1881, l'État prend en charge la décoration de la grande salle de l'hôtel de ville et choisi Edmond Lechevallier-Chavignard, peintre et professeur à l'École nationale des arts décoratifs pour son exécution. Ses trois esquisses présentées, Les Habitants de Châteaudun au siège d'Orléans en 1429, La Défense de Châteaudun en 1870 et Glorification de Châteaudun sont retenues et ornent aujourd'hui la salle des mariages.